# Бурачёк, Степан Онисимович
Степа́н Они́симович Бурачёк (1800—1877) — русский кораблестроитель, генерал-лейтенант Корпуса корабельных инженеров. Публицист, прозаик, издатель журнала «Маяк».
В источниках встречаются другие варианты имени, например, Стефан Анисимович Бурачок.

## Биография
Родился 12 января 1800 года в селе Заньки Нежинского уезда Черниговской губернии в обедневшей дворянской семье.
Когда Степану исполнилось 12 лет, отец — Онисим Никифорович — отвёз его в Петербург и определил в младший класс Училища корабельной архитектуры. С первых дней пребывания в училище Степан Бурачёк подружился с одноклассником Иваном Амосовым, который в дальнейшем стал одним из самых выдающихся кораблестроителей России XIX века.
В 1817 году, выдержав все выпускные экзамены, Бурачёк стал первым среди семи выпущенных в тот год корабельных чертёжников. За отличные успехи и примерное поведение ему присвоили чин не 13-го, как всем остальным выпускникам, а 12-го класса. Бурачёк был оставлен в родной «альма-матер» репетитором-помощником преподавателей высшей математики, аналитической механики, теории корабля и физики.
Спустя два года он принял назначение на службу в Петербургское адмиралтейство, считавшееся центром отечественного судостроения. Здесь Бурачёк зарекомендовал себя с самой лучшей стороны, и вскоре в его послужном списке появилась запись о прилежном поведении и очень хороших способностях по кораблестроительной части. Впоследствии он был отправлен в Казань с повышением по службе, где в 1820 году впервые самостоятельно спроектировал и построил 16-пушечный корвет «Геркулес».
В 1821 году Бурачёк был направлен в Астрахань, где приступил к исполнению обязанностей управляющего местным адмиралтейством. При этом он получил широкие полномочия и полную самостоятельность в принятии административных и технических решений.
За десять лет труда С. О. Бурачёк сумел построить на верфях Астраханского адмиралтейства до 30 новых боевых кораблей и вспомогательных судов. В их число, в частности, вошли 8 бригов, 4 транспорта, а также первые два колёсных парохода «Кура» и «Предприятие».
В 1826 году Бурачка произвели в помощники корабельного мастера, в 1828 году — в поручики Корпуса корабельных инженеров, а спустя ещё три года перевели в столицу в распоряжение командира Петербургского военного порта.
В 1832 году Бурачёк был приглашён на преподавательскую работу в недавно открытый при Морском кадетском корпусе двухгодичный Офицерский класс для «усовершенствования некоторого числа отличнейших офицеров… в высших частях наук, к морской службе потребных». Именно Степан Онисимович Бурачёк предложил разделить науку о корабле на три дисциплины: теорию корабля, корабельную архитектуру и прочность корпуса. В 1835—1839 годах он построил большую модель фрегата для практических занятий гардемаринов перед выходом в плавание.

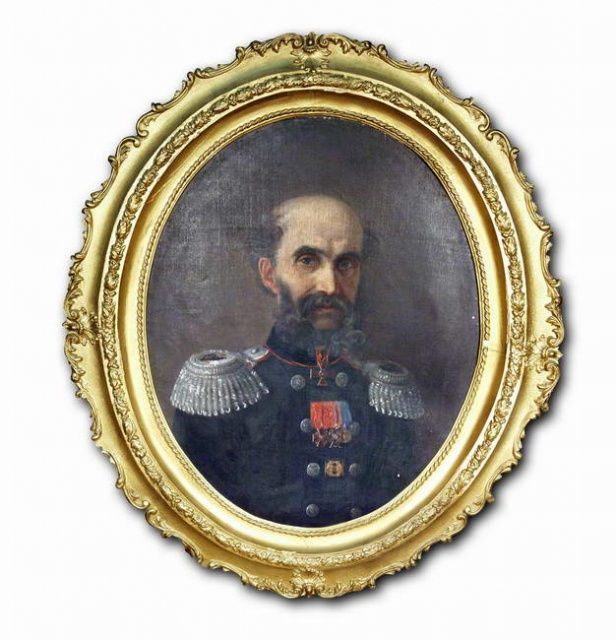
Портрет Степана Онисимовича Бурачека
Приморская краевая картинная галерея, Владивосток

В 1840—1845 годах под редакцией Бурачка выходил ежемесячный просветительский журнал «Маяк». Публицистика Степана Онисимовича, однако, принесла ему сомнительную славу. Журнал был объектом насмешек современников за неприятие всей тогдашней русской литературы, за обвинения творчества Пушкина и Лермонтова в греховности и зловредности, за вражду ко всему иноземному.
В 1862 году, несмотря на возражения Морского учёного комитета, Бурачёк настоял на утверждении проекта и выдаче заказа Балтийскому заводу на постройку первой в России подводной лодки с механическим двигателем (пневмомашиной), спроектированной русским изобретателем И. Ф. Александровским. В дальнейшем Степан Онисимович помог Александровскому в разработке рабочей документации, так как одно время являлся наблюдающим за постройкой лодки. Кроме этого, Бурачёк сам разработал проект подводной лодки с паровой машиной, герметичной топкой для сжигания топлива под водой и водомётным движителем. По ряду причин проект не был осуществлён.
В 1869 году С. О. Бурачку присвоили воинское звание генерал-лейтенанта Корпуса корабельных инженеров.
Автор ряда фундаментальных трудов по кораблестроению — «История морской архитектуры» (1835), «Теория крепости лесов и металлов с приложением к строительству кораблей» (1835) и др.
Умер 26 декабря 1876 года (7 января 1877 года) в Петербурге; похоронен с воинскими почестями на Смоленском православном кладбище (уч. 145).

## Семья
Брат, Фёдор Онисимович Бурачков (1798—1877) — военный инженер, губернатор Новгородской губернии (1851—1853), генерал-лейтенант. Братья Аксентий и Николай погибли при военных действиях на Кавказе. Сыновья — Евгений Степанович Бурачёк (1836—1911) — контр-адмирал, второй начальник военного поста Владивосток; Павел Степанович Бурачёк (1837—1916) — вице-адмирал. Дочери — Ольга Степановна Бурачёк (1840—1918); Варвара Степановна Бурачёк (1855—1918).

## Награды
- За заслуги перед Отечеством С. О. Бурачёк был награждён орденами Святого Станислава 1-й степени, Святого Владимира 4-й степени и Святой Анны 3-й степени.